# ويليام شكسبير (مخترع)
ويليام شكسبير (بالإنجليزية: William Shakespeare)‏ هو مخترِع أمريكي، ولد في 21 سبتمبر 1869 في كالامازو في الولايات المتحدة، وتوفي في 25 يونيو 1950 في ملبورن في الولايات المتحدة.